# کلن گلبریث (کشتی)
کلن گلبریث (کشتی) (به انگلیسی: Clan Galbraith (ship)) یک زیردریایی بود که طول آن ۲۸۲٫۹ فوت (۸۶٫۲ متر) بود. این زیردریایی در سال ۱۸۹۴ ساخته شد.